# Бгадрадрі-Котхаґудем
Бгадрадрі-Котхаґудем (тел. భద్రాద్రి కొత్తగూడెం, гінді भद्राद्री कोठागुडम ज़िला]], англ. Bhadradri Kothagudem district) – округ у штаті Телангана, Індія. Площа округу складає 7,483 км², населення – 1,069,261 осіб. Столицею округу є місто Котхаґудем.

## Міста
- Бгадрачалам
- Чунчупалле
- Котхаґудем
- Мануґуру
- Палванча
- Єлланду